# Cerkiew Zaśnięcia Najświętszej Marii Panny w Ustrzykach Dolnych
Cerkiew Zaśnięcia Najświętszej Marii Panny – cerkiew greckokatolicka znajdująca się w Ustrzykach Dolnych przy ul. Szkolnej 7.

## Historia
Cerkiew została zbudowana i konsekrowana w 1847 r. Prawdopodobnie podczas remontu w 1937 r. dach cerkwi pokryty został blachą, a nad nawą wzniesiono pseudokopułę. Jako cerkiew budynek był użytkowany do 1951 r. Następnie przez ok. rok służył jako kościół rzymskokatolicki, a później aż do roku 1980 wykorzystywany jako magazyn, co doprowadziło do dewastacji budowli. W 1980 r. świątynia została ponownie przekazana kościołowi rzymskokatolickiemu, który pięć lat później dokonał jej gruntownego remontu. 18 grudnia 1985 r., decyzją biskupa przemyskiego Ignacego Tokarczuka cerkiew zwrócono grekokatolikom. Kolejne remonty przeprowadzono w 2002 i 2005 r.

## Konstrukcja
Świątynia zbudowana jest z cegły i otynkowana. Cerkiew dwudzielna, z prezbiterium zamkniętym półkoliście i prostokątną nawą szerszą od prezbiterium. Do prezbiterium przylegająca od północy zakrystia.

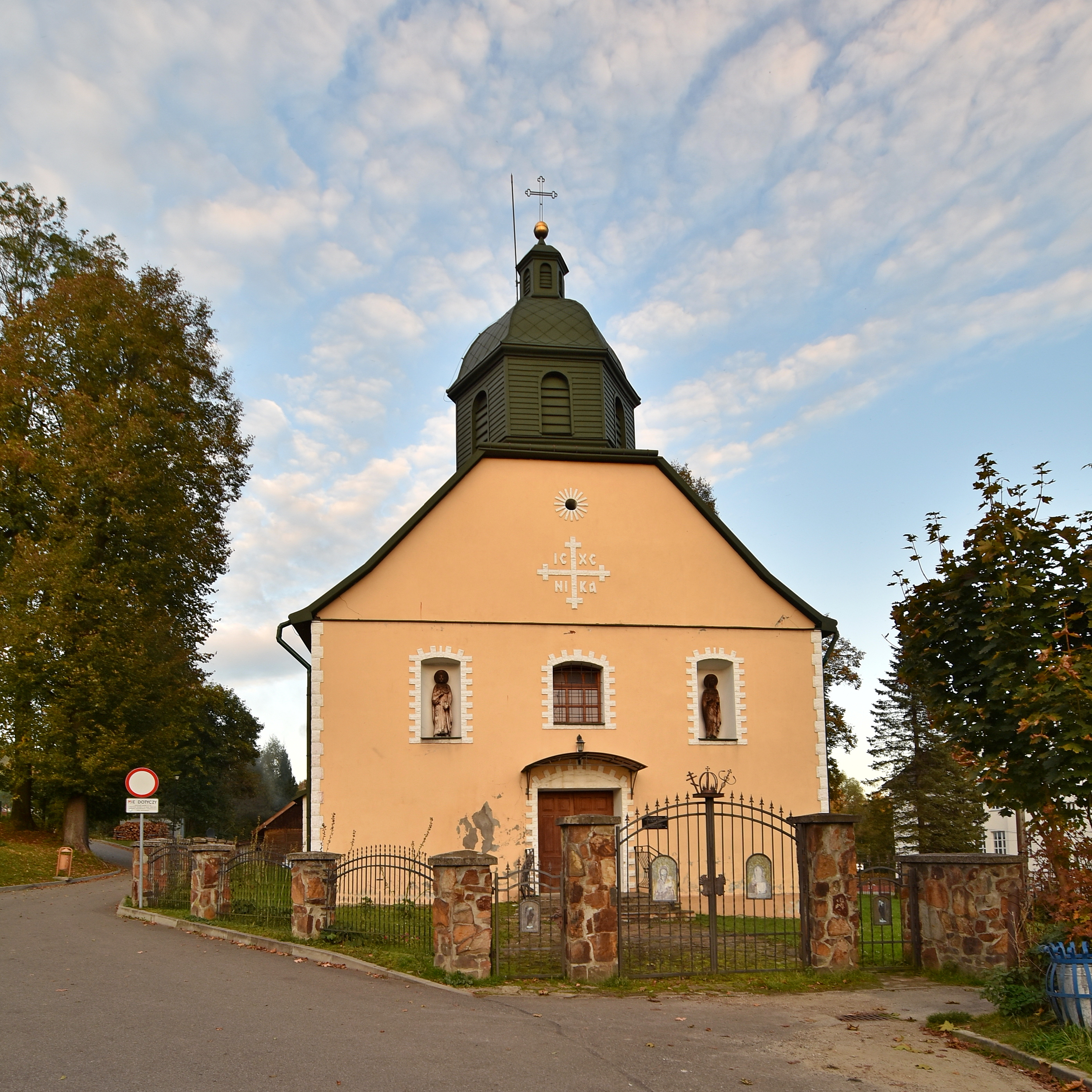
Elewacja frontowa
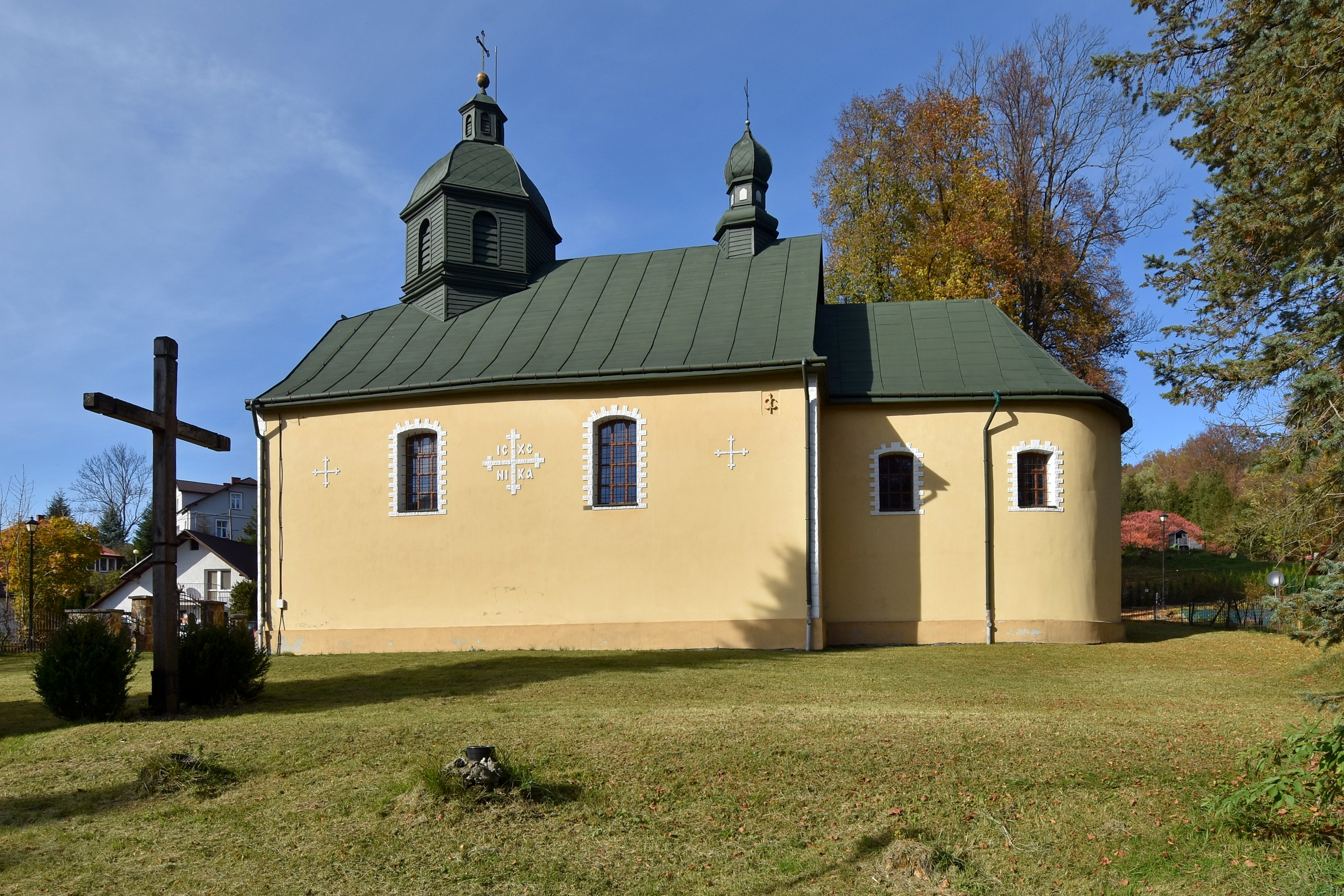
Widok od strony południowej
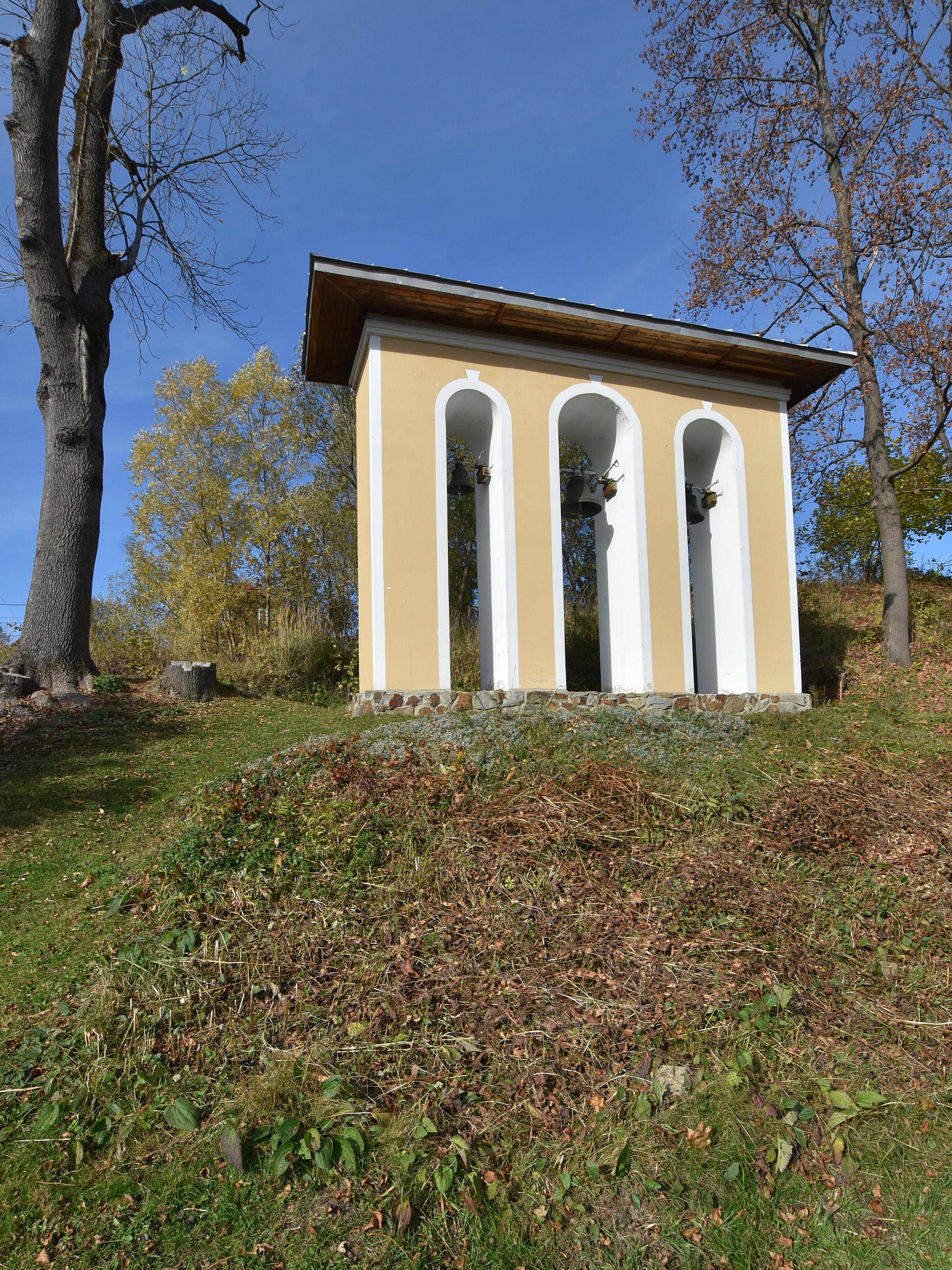
Dzwonnica

## Otoczenie cerkwi
Przy cerkwi stoi murowana dzwonnica parawanowa, zbudowana prawdopodobnie w 1847 r. Oryginalne dzwony wywieziono w 1951 r. do cerkwi w Strwiążyku, skąd w nieznanych okolicznościach zniknęły. Dzwony wiszące obecnie pochodzą prawdopodobnie z nieistniejącej obecnie cerkwi św. Paraskewii w Dźwiniaczu Dolnym. Znajdujący się przy cerkwi cmentarz pozbawiony jest nagrobków. Stoi za to na nim ustawiony w 1938 r. z okazji 950-lecia Chrztu Rusi dębowy krzyż.